# Oedipus der Tyrann
Oedipus der Tyrann è un'opera del compositore tedesco Carl Orff che mise in musica la tragedia  Οἰδίπους Τύραννος – (Oidípous Týrannos – Edipo Re)  in un  prologo e cinque atti di Sofocle nella traduzione tedesca di Friedrich Hölderlin (1804). L’opera fu presentata per la prima volta l’11 dicembre 1959 allo Staatstheater di Stoccarda, sotto la direzione musicale di Ferdinand Leitner e nella messinscena di Günther Rennert con scene e costumi di Caspar Neher.

## Ruoli
| Personaggio              | Tessitura | Cast della prima mondiale, 11 dicembre 1959 Direttore d’orchestra: Ferdinand Leitner |
| ------------------------ | --------- | ------------------------------------------------------------------------------------ |
| Oedipus                  | tenore    | Gerhard Stolze                                                                       |
| Un sacerdote             | basso     | Willy Domgraf-Fassbaender                                                            |
| Kreon                    | basso     | Hans Baur                                                                            |
| Voce del coro            | baritono  | Hans Günter Nöcker                                                                   |
| Tiresias                 | tenore    | Fritz Wunderlich                                                                     |
| Iokaste                  | soprano   | Astrid Varnay                                                                        |
| Un messaggero di Corinto | tenore    | Hubert Buchta                                                                        |
| Un pastore di Laio       | baritono  |                                                                                      |
| Un altro messaggero      | baritono  |                                                                                      |

## Trama
Prologo: Edipo è impegnato a debellare una pestilenza che tormenta Tebe, la sua città, mentre una folla supplicante si pone attorno a lui per chiedergli di salvarli dalla fame e dal contagio; Edipo, sovrano illuminato e sollecito verso il proprio popolo, afferma di aver già mandato Creonte, fratello della regina, ad interrogare l'oracolo di Delfi sulle cause dell'epidemia. Al suo ritorno Creonte rivela che la città è contaminata dall'uccisione di Laio, il precedente re di Tebe, che è rimasta impunita: il suo assassino vive ancora in città e finché questi non sarà identificato e esiliato o ucciso, la pace e la prosperità non potranno tornare. Edipo chiede altre informazioni a Creonte, il quale continua dicendo che al tempo in cui la città era sotto l'incubo della Sfinge, Laio stava andando a Delfi quando, lungo la strada, fu assalito da dei briganti dai quali, secondo il racconto di un testimone, fu ucciso.
Parodo: entra il coro di anziani tebani cantando una preghiera agli dei perché intervengano a protezione della città.
Primo episodio: Edipo proclama un bando che prevede l'esilio per l'uccisore di Laio e per chi lo protegga o lo nasconda; il re convoca inoltre Tiresia, l'indovino cieco, perché sveli l'identità dell'assassino. Egli però rifiuta di rispondere, considerando più saggio tacere per non richiamare altre sventure: Edipo tuttavia si adira e intima a Tiresia di parlare. Il vecchio non si decide e la collera del re aumenta; allora Tiresia risponde accusando Edipo di essere l'autore dell'omicidio. Il re è indignato e comincia a sospettare che Creonte e Tiresia abbiano ordito un piano per detronizzarlo. L'indovino quindi si allontana profetizzando che entro la fine di quel giorno il colpevole sarà scoperto e se ne andrà mendico e cieco in terra straniera.
Primo stasimo: il coro dapprima immagina la fuga del colpevole, braccato tanto dagli uomini quanto da Apollo e dalle Keres (dee simbolo del fato avverso), per poi decidere di non dare credito alle parole di Tiresia: nemmeno il grande indovino è infallibile.
Secondo episodio: Creonte chiede se sia vero che Edipo lo crede colpevole di cospirazione. Quest'ultimo lo accusa apertamente con toni sempre più accesi: Creonte non si trovava infatti a Tebe, insieme a Tiresia, quando Laio fu ucciso? Creonte gli risponde pacatamente di non avere interesse al trono e nel mentre interviene Giocasta, vedova di Laio e ora moglie di Edipo, per mettere pace tra i due. Ella invita il marito a non dare ascolto a nessun oracolo e a nessun indovino: anche a Laio era stata fatta una profezia secondo la quale sarebbe stato ucciso dal figlio, mentre ad ucciderlo erano stati alcuni banditi sulla strada per Delfi, là dove si incontrano tre strade. A sentire le parole di Giocasta, Edipo resta turbato e chiede di convocare il testimone di quell'omicidio. La regina chiede al marito il motivo del suo turbamento, così Edipo comincia a raccontare: da giovane era principe ereditario di Corinto, figlio del re Polibo, e un giorno l'oracolo di Delfi gli predisse che avrebbe ucciso il proprio padre e sposato la propria madre. Sconvolto da quella profezia, per evitare che essa potesse avverarsi Edipo aveva deciso di fuggire, ma sulla strada tra Delfi e Tebe, in un punto dove si uniscono tre strade, aveva avuto un alterco con un uomo e l'aveva ucciso. Se quell'uomo fosse stato Laio? Il coro tuttavia lo invita a non trarre conclusioni affrettate e a sentire prima il testimone dell'omicidio.
Secondo stasimo: il coro è turbato dall'incredulità di Giocasta davanti agli oracoli e lancia un ammonimento contro chi pretende di violare le leggi eterne degli dei: quando gli uomini non riconoscono più la giustizia divina e procedono con superbia, lì si cela la tirannide
Terzo episodio: giunge un messo da Corinto che informa che re Polibo è morto. Edipo è rassicurato da quelle parole perché suo padre non è morto per mano sua. Rimane la parte della profezia riguardante sua madre, così Edipo chiede notizie di lei: il messo, per rassicurarlo pienamente, gli dice che non c'è pericolo che egli possa generare figli con la propria madre poiché i sovrani di Corinto non sono i suoi genitori naturali, in quanto Edipo era stato adottato. Il messo può testimoniarlo con certezza perché un tempo faceva il pastore sul monte Citerone e era stato proprio lui a ricevere un Edipo neonato da un servo della casa di Laio e a portarlo a Corinto. A questo punto Edipo si vede vicino alla scoperta delle proprie origini e ordina che sia convocato il servo di Laio; Giocasta, invece, ha ormai capito tutta la verità e supplica Edipo di non andare avanti con le ricerche, ma non viene ascoltata.
Terzo stasimo: il coro esulta perché Edipo è ormai vicino a conoscere le proprie origini ed esalta il Citerone come patria e nutrice di Edipo stesso.
Quarto episodio: arriva il servo di Laio, che Edipo attende con tanta impazienza. Tempestato di domande, il servo innanzitutto cerca di dissuadere Edipo dal continuare a interrogarlo, ma quest'ultimo ormai vuole ascoltare tutta la verità. Il servo allora conferma che aveva ricevuto il bambino (che era figlio di Laio) con l'ordine di ucciderlo in quanto, secondo una profezia, il piccolo avrebbe ucciso il padre. Tuttavia, per pietà, il servo non l'aveva ucciso e l'aveva invece consegnato al pastore, che l'aveva portato a Corinto. A questo punto l'intera vicenda è chiarita e, al colmo dell'orrore, Edipo rientra nel suo palazzo gridando: «Luce, che io ti veda ora per l'ultima volta>>.
Quarto stasimo: gli anziani tebani che costituiscono il coro compiangono la sorte di Edipo, re stimato da tutti, che in breve si è scoperto autore involontario di atti orribili. I tebani vorrebbero non averlo mai conosciuto tanto è l'orrore e, al tempo stesso, la pietà che la sua vicenda suscita in loro.
Esodo: un messo esce dal palazzo di Edipo e annuncia disperato che Giocasta si è impiccata e che Edipo, appena l'ha vista, si è accecato con la fibbia della veste di lei. In quel momento appare Edipo accompagnato da un canto pietoso del coro, che afferma di aver compiuto quell'atto perché nulla ormai, a lui che è maledetto, può più essere dolce vedere. In quel momento arriva Creonte, che di fronte alla disperazione di Edipo lo esorta ad avere fiducia in Apollo. Edipo abbraccia quindi le sue figlie Antigone e Ismene compiangendole perché esse, figlie di nozze incestuose, saranno sicuramente emarginate dalla vita sociale. Infine chiede a Creonte di essere esiliato in quanto uomo in odio agli dei.

## Musica

### Organico dell’orchestra
Com’anche la partitura della sua opera Antigonae (Salzburg 1949), la partitura di  Oedipus der Tyrann è stata concepita per un'orchestra molto particolare con una sezione di percussioni molto variegata e numerosa.
- 6 pianoforti con 10 pianisti[2]
- 4 arpe
- 1 mandolino
- 1 celesta
- 9 contrabbassi
- 6 flauti, tutti con obbligo di ottavino, 2 anche flauto contralto
- 6 oboi
- 6 tromboni
- 1 Organon

La sezione della batteria richiede 10-15 esecutori e comprende i seguenti strumenti:
- 5-6 timpani
- 1 litofono
- 2 xilofoni
- 5-6 xilofoni tenori (“Trogxylophone” del Orff-Schulwerk)
- 2 xilofoni bassi (“Trogxylophone” del Orff-Schulwerk)
- 5 tamburi di legno di varie dimensioni
- 1 Guero
- 2 Bongo
- 2 Timbales
- 1 Tomtom grande
- 3 Conga
- 2 grancasse
- 3 tamburelli baschi
- diverse paia di nacchere
- 1 Triangolo (strumento musicale)
- 1 sistro
- 3 coppie di piatti turchi
- 3 piatti sospesi turchi
- cimbali antichi
- campane tubolari
- 3 glockenspiel, di cui uno a tastiera
- 1 metallofono
- 3–5 Tamtam di varie dimensioni
- 2 grandi gong giavanesi nei toni Do (2) e do (3)

Dietro la scena:
- 8 * 6 trombe
- alcuni grandi Tamtam percossi con piatti

Gli xilofoni tenori cromatici sono strumenti dell'Orff-Schulwerk. Poiché non appartengono all’organico regolare dell'orchestra sinfonica per via della disposizione cromatica delle barre, ma solo consentono l'esecuzione di glissandi cromatici, nella pratica orchestrale attuale vengono utilizzati i marimbafoni al posto degli strumenti dell’Orff-Schulwerk. Soltanto i glissandi cromatici vengono ancora eseguiti sugli xilofoni tenori. L’organico di Oedipus der Tyrann anticipa soltanto parzialmente la corrente pratica di esecuzione delle tre opere di Orff derivati dai drammi dell’Antichità Greca.
Mentre al momento della première l’esecuzione delle parti della batteria ha presentato notevoli difficoltà per i percussionisti, grazie allo straordinario sviluppo del livello tecnico della percussione negli ultimi decenni, la partitura di Orff non offre più ostacoli insormontabili.

### Linguaggio musicale
Nella sua composizione fedelissima della traduzione del dramma di Sofocle che Friedrich Hölderlin aveva preparata del 1804, Orff seppe creare un nuovo genere di teatro musicale in cui il testo stesso viene musicalizzato attraverso la declamazione delle voci canore. Una straordinaria riduzione delle strutture diastematiche in combinazione con la predominanza dell’elemento ritmico costituiscono le caratteristiche essenziali dello stile maturo di Orff. Contrariamente ai grandi cori della partitura di Antigonae, che spesso impiegano il coro all'unisono sulla base di ampi strati orchestrali ritmati, nella partitura di Oedipus der Tyrann il compositore affidò ampi passaggi del testo alle voci soliste dei singoli membri del coro. Questo uso delle voci parlate del coro, che non risultano precisamente notate nella sua partitura del 1959, fu abbandonato dal compositore quando egli mise in musica il greco antico nella sua partitura di Prometheus (Orff) (Stoccarda 1968).
La rinuncia di Orff alla grammatica della tonalità armonica ha permesso al compositore, in quanto equivalente musicale del linguaggio arcaico di Hölderlin, di elevare la declamazione stessa delle voci soliste al veicolo dell'azione musicale. Come ha potuto dimostrare Pietro Massa, un intenso scambio di idee con il filologo classico Wolfgang Schadewaldt, il musicologo Thrasybulos Georgiades e con Wieland Wagner, il regista originalmente desiderato dal compositore per la prima mondiale, aveva accompagnato il processo di creazione delle opere di Orff su soggetti dell’antichità greca.
Nella partitura di Oedipus der Tyrann, la concentrazione del discorso musicale sull’organico di strumenti a percussione con o senza definita altezza del suono, originariamente nato certamente dal fascino che l'unico gruppo dell'orchestra ancora in pieno sviluppo aveva esercitato su compositori del XX secolo,  appare ancora più accentuata che nell’opera precedente del compositore. Nell’organico dell’orchestra delle opere basate sui drammi di Sofocle, pianoforti e xilofoni, pur avendo avuto un ruolo soltanto marginale nella cultura orchestrale europea, assumono il ruolo che il corpo di archi ha avuto nel musica per orchestra della musica classica viennese. D’altra parte, nell’orchestra della piena maturità di Orff, gli strumenti consueti della tradizione orchestrale europea – come flauti, oboi, trombe, tromboni e contrabbassi – sembrano assumersi dei ruoli che sono state percepite dai rari strumenti a percussione nell'orchestra del XIX secolo.
L'introduzione, nell’organico dell’orchestra, di alcuni strumenti extraeuropei raramente utilizzati nell'orchestra della musica d'arte europea non può essere interpretata come esotismo musicale, poiché il compositore non usa quasi mai i nuovi timbri non mescolati. Piuttosto, la combinazione di strumenti provenienti da tutte le parti del mondo, nell'orchestra dell’unica opera di Orff composta in greco antico, serve a sottolineare l'universalità dell'antico mito greco, rispecchiando la natura umana generale del mito antico.
Nella storia della musica, le opere antiche di Orff appaiono come un percorso speciale straordinariamente originale del teatro musicale dopo il 1950; specialmente le sue partiture basate sui dramma dell’Antichità Greca hanno ricevuto maggiore attenzione negli anni dal 2000, non da ultimo a causa del rapporto tra il linguaggio musicale di Orff e le tendenze della musica minimalista. Delle tre opere di Orff su soggetti dell’Antichità Classica, Oedipus der Tyrann fu meno in grado di affermarsi nel repertorio, dal momento che l'opera-oratorio Oedipus Rex di Igor' Stravinskij (Paris, Théâtre Sarah-Bernhardt, 1927) su libretto di Jean Cocteau, una delle opere più importanti del periodo neoclassico di Stravinsky, si trovava in diretta competizione con l'opera di Orff.

## Incisioni

### Audio
- Gerhard Stolze, Astrid Varnay, Hans Baur, Fritz Wunderlich, Willy Domgraf-Fassbaender, Hubert Buchta, Hans Günter Nöcker; Orchester und Chor der Württembergischen Staatsoper Stuttgart, Musikalische Leitung: Ferdinand Leitner. Uraufführung 1959.
- Gerhard Stolze, Astrid Varnay, Kieth Engen, James Harper, Karl Christian Kohn, Hubert Buchta, Hans Günter Nöcker, Rolf Boysen, Heinz Cramer, Carlos Alexander; Symphonieorchester des Bayerischen Rundfunks, Musikalische Leitung: Rafael Kubelík. Deutsche Grammophon 1966.

### Video
- Katrin Gerstenberger, Andreas Daum, Markus Durst, Sven Ehrke, Mark Adler, Thomas Mehnert; Staatstheater Darmstadt; Regie: John Dew; Musikalische Leitung: Stefan Blunier. Wergo 2010.